# Excelsior Motor Company
Excelsior Motor Company Ltd., zuvor Bayliss, Thomas & Company, war ein britischer Hersteller von Fahrrädern, Motorrädern, Automobilen und Motoren.

## Unternehmensgeschichte
Das Unternehmen Bayliss, Thomas & Company wurde 1874 in Coventry zur Produktion von Fahrrädern gegründet. 1896 kam die Motorradproduktion dazu. Zwischen 1904 und 1905 entstanden erstmals Automobile. Der Markenname lautete Excelsior. 1920 erfolgte die Umfirmierung in Excelsior Motor Company Ltd. und der Umzug nach Tyseley bei Birmingham. Zwischen 1922 und 1929 wurden erneut Automobile hergestellt, die als Bayliss-Thomas vermarktet wurden. 1964 endete die Motorradproduktion. Excelsior-Britax wurde das Nachfolgeunternehmen.

## Fahrzeuge

### Motorräder
Zu Beginn der 1950er-Jahre baute Excelsior die TT 1 mit Zweizylinder-Zweitaktmotor, Hubraum 246 cm³ (Bohrung 50 mm, Hub 62 mm) und Vierganggetriebe mit Fußschaltung. Der Motor leistete 10,2 PS bei 4500/min. Das Fahrgestell war ein Rahmen aus nahtlos gezogenen Stahlrohren mit Teleskopgabel und Geradeweg-Hinterradfederung eigener Herstellung; Bereifung 3.00–19. In Deutschland wurde die TT 1 für 2235,00 DM angeboten. Damit lag sie im Preis deutlich über den deutschen Fabrikaten. Außer der TT 1 gab es ein Sportmodell S/TT 1 mit 14,5 PS für 2435,00 DM.
Excelsior-Motorräder wurden auch bei Rennen eingesetzt. Unter anderem gewann der englische Fahrer Sydney Alfred Crabtree 1928 beim Großen Preis von Deutschland für Motorräder auf dem Nürburgring mit einer Excelsior-Jap die Klasse bis 250 cm³. Er fuhr die 13 Runden auf der Gesamtstrecke von Nord- und Südschleife bzw. 367,439 km in 4:08:01,3 Stunden, was einem Durchschnitt von 88,88 km/h entspricht. L. C. Crabtree belegte ebenfalls auf Excelsior-Jap Platz zwei in der Klasse bis 175 cm³³.

### Automobile

#### 1904–1905
Dies waren dreirädrige Fahrzeuge. Der Motor leistete 4,5 PS.

## Motorenlieferungen
Folgende Unternehmen verwendeten Einbaumotoren von Excelsior: Berkeley Cars, Bonallack & Sons, Coronet Cars, Electrical Engineering Construction Company, Frisky, Opperman Limited, Russon Cars sowie Mascot aus Schweden.

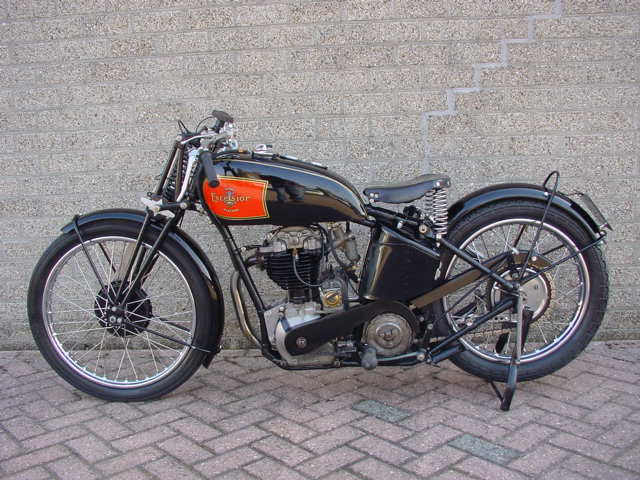
250-cm³-Excelsior-Manxman-Rennmaschine aus dem Jahr 1936

## Motorradrennsport

### Motorrad-Europameisterschaft
In der Motorrad-Europameisterschaft gelangen Excelsior vier Fahrertitel.
 Syd Crabtree (2)
- Europameister in der 250-cm³-Klasse: 1930
- Europameister in der 350-cm³-Gespann-Klasse: 1928

 Eric Fernihough (1)
- Europameister in der 175-cm³-Klasse: 1931

 Henry Tyrell-Smith (1)
- Europameister in der 250-cm³-Klasse: 1936

### Isle of Man TT
Bei den international renommierten Straßenrennen auf der Isle of Man gelangen dem Hersteller insgesamt fünf Siege.